# Eggnog (EP)
Eggnog è un EP del gruppo musicale statunitense Melvins, pubblicato nel 1991 dalla Boner Records. Lo si può considerare il completamento del precedente Bullhead. Anche in questo disco infatti, si ritrova il suono pesante che caratterizza i Melvins di Bullhead, nonché le composizioni di durata più lunga, come il pezzo Charmicarmicat che dura 12 minuti e 50 secondi.

## Formazione
- Buzz Osborne - voce, chitarra
- Lorax - basso
- Dale Crover - batteria, voce

## Tracce
Testi e musiche di Buzz Osborne.
1. Wispy – 1:45
2. Antitoxidote – 2:16
3. Hog Leg – 3:24
4. Charmicarmicat – 12:50